# Fachkraft für Möbel-, Küchen- und Umzugsservice
Die Fachkraft für Möbel-, Küchen- und Umzugsservice ist ein staatlich anerkannter Ausbildungsberuf nach Berufsbildungsgesetz. Die Ausbildungszeit zur Fachkraft für Möbel-, Küchen- und Umzugsservice beträgt in der Regel drei Jahre. Die Ausbildung erfolgt an den Lernorten Betrieb und Berufsschule.

## Arbeitsgebiete
Fachkräfte für Möbel-, Küchen- und Umzugsservice arbeiten in Unternehmen des Küchen- und Möbelhandels sowie in Möbelspeditionen und Umzugsunternehmen. Sie sind meist bei Kunden im Wohn- und Geschäftsbereich tätig. 

## Berufliche Fähigkeiten
Fachkräfte für Möbel-, Küchen- und Umzugsservice
- montieren Küchen- und Möbelteile und bauen Küchen und Möbel auf und ab,
- kontrollieren und sichern Warenbestände,
- bearbeiten Küchen- und Möbelteile,
- installieren elektrische Einrichtungen und Geräte,
- stellen Anschlüsse an Wasserleitungen und Lüftungsanlagen her,
- holen Küchen, Möbel und Geräte oder Umzugsgut ab und liefern aus,
- führen Verpackungs-, Lager- und Transportarbeiten durch,
- handhaben Werkzeuge, Geräte, Maschinen, Transporthilfsmittel und Transportmittel, bedienen diese und halten sie in Stand,
- be- und verarbeiten Holz, Holzwerk- und sonstige Werkstoffe,
- prüfen Rechnungen sowie Lieferunterlagen und nehmen Zahlungen entgegen
- planen ihre Arbeit, dokumentieren sie und ergreifen Maßnahmen zur Sicherheit und zum Gesundheitsschutz bei der Arbeit sowie zum Umweltschutz,
- verarbeiten Daten,
- richten Arbeitsplätze ein, sichern und räumen diese,
- führen ihre Arbeiten selbstständig, kunden- und betriebswirtschaftlich orientiert auf der Grundlage von Arbeitsaufträgen allein und im Team durch und koordinieren sie mit anderen Beteiligten,
- behandeln Reklamationen,
- führen qualitätssichernde Maßnahmen durch.

## Erprobungsverordnung
Die Ausbildungsordnung ist zum 1. August 2006 in Kraft getreten. Da kein Vorgängerberuf existierte und sowohl der Bedarf wie auch der Zuschnitt für die betroffenen Branchen nicht genau definiert werden konnte, wurde dieser Beruf als Erprobungsverordnung erlassen. Die Erprobung lief bis zum 31. Juli 2011.
Bereits im ersten Jahr wurden 459 Ausbildungsverträge abgeschlossen. Die Erprobung wurde durch einen wissenschaftlichen Beirat begleitet. Unternehmen, Auszubildende und Berufsschullehrer wurde nach ihren Erwartungen und Verbesserungswünschen befragt. Diese Erkenntnisse flossen in die Überarbeitung des Berufes ein. Am 1. August 2011 trat eine Regelausbildungsordnung in Kraft.